# Аутоеротизм

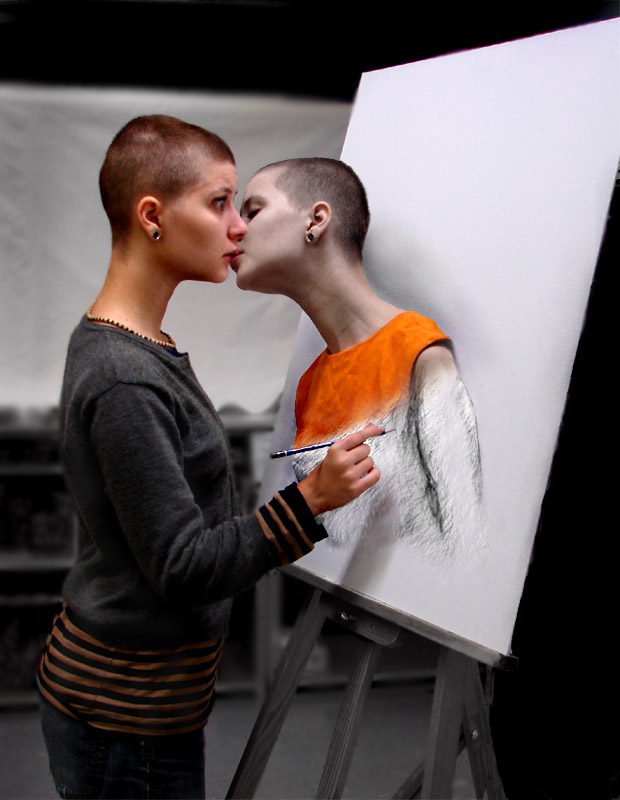
Муза, автоеротизм у мистецтві, змодельований Ніною Лонгшедов в Opus

Аутоеротизм або аутосексуальність   — це практика сексуальної стимуляції самого себе, шляхом накопичення внутрішніх подразників. 
Цей термін був популяризований наприкінці 19 ст. британським сексологом Гевлоком Еллісом, який визначав аутоеротизм як «феномен спонтанних сексуальних емоцій, що виникають за відсутності зовнішніх стимулів, що виходять, прямо чи опосередковано, від іншої людини». 
Найпоширенішою аутоеротичною практикою є мастурбація. Хоча терміни аутоеротизм і мастурбація часто використовуються як синоніми, насправді вони не синонімічні, адже не всі аутоеротичні форми поведінки є мастурбаторами. Нічні викиди, еротичні мрії та сексуальне збудження від «сексуально нейтральних» стимулів (наприклад музики, декорацій, мистецтва, ризиків, духовних мрій тощо) також є прикладами аутоеротизму.

## Термінологія та поняття
Стаття Майри Т. Джонсон під назвою «Асексуальні та аутоеротичні жінки: дві невидимі групи» 1977 року порівнює аутоеротичних й асексуальних жінок: «Асексуальна жінка... не має сексуальних потягів взагалі, але аутоеротична жінка... визнає такі бажання, але вважає за краще задовольняти їх наодинці». Свідченнями Джонсона переважно були листи до редактора, знайдені в жіночих журналах, що були написані аутоеротичними/асексуальними жінками. Вона описує їх як невидимих, «пригнічених консенсусом, що їх не існує», і покинутих сексуальною революцією та феміністським рухом. Суспільство або ігнорує, або заперечує їх існування, або наполягає, що вони повинні бути аскетами з релігійних причин, невротичними або асексуальними з політичних причин.

## Самостимуляція
Деякі люди, перебуваючи на самоті, використовують секс-іграшки, наприклад фалоімітатори, вібратори, анальні ланцюжки та машини Sybian. Аутокунілінгус залишається недоведеним, однак вважається, що до автофеляції — акту оральної стимуляції власного пеніса здатні менш ніж 1% чоловічої популяції , можливо, через фізичну гнучкість, необхідну для його виконання.

## Критика і суперечки
Деякі люди з релігійних або особистих міркувань не схвалюють аутоеротизм з моральних причин.  Наприклад, римо-католицька церква вважає мастурбацію гріхом.  Навчання підлітків мастурбації залишається суперечливим у різних країнах. Наприклад, у 1994 році Білл Клінтон звільнив генерального хірурга США Джойслін Елдерс зокрема тому, що вона виступала за викладання в школах мастурбації як способу запобігання підліткової вагітності та захворювань, що передаються статевим шляхом. 

## Безпека
Деякі аутоеротичні практики вважаються небезпечними, а іноді навіть призводять до смерті. До таких відносять аутоеротичну асфіксію та самозв'язування. Потенційність травмування або навіть смерті, яка існує під час використання таких практик, а не їхніх партнерських версій (еротична асфіксія і бондаж, відповідно), різко збільшується через ізоляцію та відсутність допомоги у випадку проблеми.

## У інших видів тварин
Аутоеротична поведінка спостерігається у багатьох видів тварин, як у дикій природі, так і в неволі. Відомо, що особини деяких видів, наприклад мавпи та дельфіни, створюють засоби для сексуального самозадоволення.

## Зростання аутоеротизму під час карантину Covid-19
Після локдауну в березні 2020 року більшість людей опинилися ізольованими вдома. У зв’язку з чим зросла кількість аутоеротичних практик. Згідно з дослідженням, проведеним Міжнародним журналом досліджень імпотенції [Архівовано 3 квітня 2022 у Wayback Machine.], кількість людей, які практикують аутоеротизм, збільшилася на 40%. 

## Зовнішні посилання
Вікісховище має мультимедійні дані за темою: Аутоеротизм
- Аутоеротична поведінка та моделі